# Ród
Ród – grupa społeczna oparta na wspólnocie krwi, obejmująca rodziny wywodzące swe pochodzenie od wspólnego przodka. Więź wewnętrzną rodu u większości ludów pierwotnych oraz w bardziej rozwiniętych ustrojach stanowiło pochodzenie ojcowskie. Ród jest pojęciem nadrzędnym w stosunku do rodziny, składa się bowiem z wielu rodzin posiadających niejednokrotnie inne nazwiska.
Z różnych rodzajów ustroju rodowego Feliks Koneczny wywodził różniczkowanie cywilizacyjne. Wyróżniał m.in. ród pierwotny, despocję rodową, spółki, wspólnoty z używalnością stałą oraz używalności czasowe.

## Wczesne średniowiecze
We wczesnym średniowieczu ród tworzył wyodrębnioną (na stosunkowo rozległym terenie) całość osadniczą i gospodarczą. Zapewniał członkom rodu wyżywienie i bezpieczeństwo (zewnętrzne, czyli ochronę przed obcymi, i wewnętrzne – ład w grupie). Członków rodu łączyła wspólnota kultu przodków.

## Pełne średniowiecze
W czasach rozwoju herbów ród posługiwał się wspólną symboliką oraz nazwą, będącą najczęściej proklamą herbu rodowego.

## Ród heraldyczny
Osobnym i sztucznym pod względem pokrewieństwa pojęciem jest tak zwany ród heraldyczny, funkcjonujący w średniowieczu i dotyczący wyłącznie obszarów dawnej I Rzeczypospolitej – gdzie czynnikiem tworzącym ów „ród” był wspólny dla członków tej społeczności herb, nie zaś wspólnota krwi. Niejednokrotnie tym samym (niezmienionym) herbem posługiwało się po kilkaset rodzin niebędących ze sobą spokrewnionymi.
To zjawisko socjologiczne wywodziło się z chorągiewnej struktury wojskowej, gdzie cała drużyna rycerska występowała pod znakiem swojego wojewody. Czynnik ten miał więc decydujący wpływ również na unikatowość polskiej heraldyki, różniącej ją od zachodniej.